# Joaquina María de Benavides y Pacheco
Joaquina María de Benavides y Pacheco (Madrid, 25 de maig de 1746 – 29 de gener de 1805) va ser una noble espanyola, III duquessa de Santisteban del Puerto i cap de la Casa de Benavides.
Filla d'Antonio de Benavides y de la Cueva i de María de la Portería Pachecho Téllez-Girón. Va ostentar nombrosos títols nobiliaris, les seves senyories s'estenien especialment per Andalusia, però també en tenia a Castella i una a València, Cocentaina, però també va ser mariscala de Castella, algutzira major perpètua de la ciutat de Toro, alfaqueca de Castella i alferes major d'Àvila, així com cabdilla major del regne de Jaén i alcaid dels seus alcàssers i fortaleses.

## Família
Es va casar amb Luis María Fernández de Córdoba y Gonzaga, XIII duc de Medinaceli. Amb aquest matrimoni s'uniren dos importants cases nobiliàries, la de Benavides i la de Medinaceli. Tingueren tres fills, dels quals només va sobreviure el seu hereu:
- Luis Joaquín (1780-1840)
- Joaquina (1778-c.1780)
- Pedro de Alcántara (1776-1778)

## Títols
Va ostentar els següents títols:
Ducats
- III Duquessa de Santisteban del Puerto

Marquesats
- XII Marquesa de las Navas
- IX Marquesa de Malagón
- VIII Marquesa de Solera

Comtats
- XV Comtessa de Cocentaina
- XI Comtessa d'El Castellar
- XIV Comtessa del Risco
- XIV Comtessa de Medellín
- IX Comtessa de Villalonso